# Fußball-Amateurliga Bremen 1958/59
Die Fußball-Amateurliga Bremen 1958/59 war die zehnte Spielzeit der höchsten Amateurklasse des Bremer Fußball-Verbandes. Meister wurde der Blumenthaler SV. 

## Abschlusstabelle
| Platz | Verein               | Sp. | Tore  | Punkte |
| ----- | -------------------- | --- | ----- | ------ |
| 1.    | Blumenthaler SV      | 28  | 57:40 | 35:21  |
| 2.    | Polizei SV Bremen    | 28  | 57:36 | 34:22  |
| 3.    | Werder Bremen Amat.  | 28  | 50:34 | 34:22  |
| 4.    | Bremer SV (M)        | 28  | 49:39 | 31:25  |
| 5.    | SG Oslebshausen      | 28  | 60:46 | 29:27  |
| 6.    | Bremerhaven 93 Amat. | 28  | 61:51 | 29:27  |
| 7.    | SV Grohn             | 28  | 56:55 | 28:28  |
| 8.    | Eintracht Bremen     | 28  | 50:52 | 28:28  |
| 9.    | VfB Komet Bremen     | 28  | 40:44 | 28:28  |
| 10.   | TSV Wulsdorf         | 28  | 44:52 | 28:28  |
| 11.   | Bremen 1860          | 28  | 49:60 | 28:28  |
| 12.   | ETSV Kirchweyhe (N)  | 28  | 64:64 | 26:30  |
| 13.   | AGSV Bremen (N)      | 28  | 69:76 | 25:31  |
| 14.   | SV Hemelingen        | 28  | 45:80 | 20:36  |
| 15.   | SV Woltmershausen    | 28  | 45:68 | 17:39  |

(M) Meister der Vorsaison

(N) Aufsteiger

## Aufstieg
Der Meister Blumenthaler SV hatte in der anschließenden Aufstiegsrunde zur Oberliga Nord keinen Erfolg.